# 美鱗火口魚
美鱗火口魚為輻鰭魚綱鱸形目隆頭魚亞目慈鯛科的其中一種，分布於中美洲墨西哥Coatzacoalcos河流域，體長可達14公分，棲息在岩石底質、流動快速的溪流，生活習性不明。

## 擴展閱讀
維基物種上的相關：美鱗火口魚